# Ballantiophora lanaris
Ballantiophora lanaris är en fjärilsart som beskrevs av Butler 1881. Ballantiophora lanaris ingår i släktet Ballantiophora och familjen mätare. Inga underarter finns listade i Catalogue of Life.